# Burgerwacht (België)

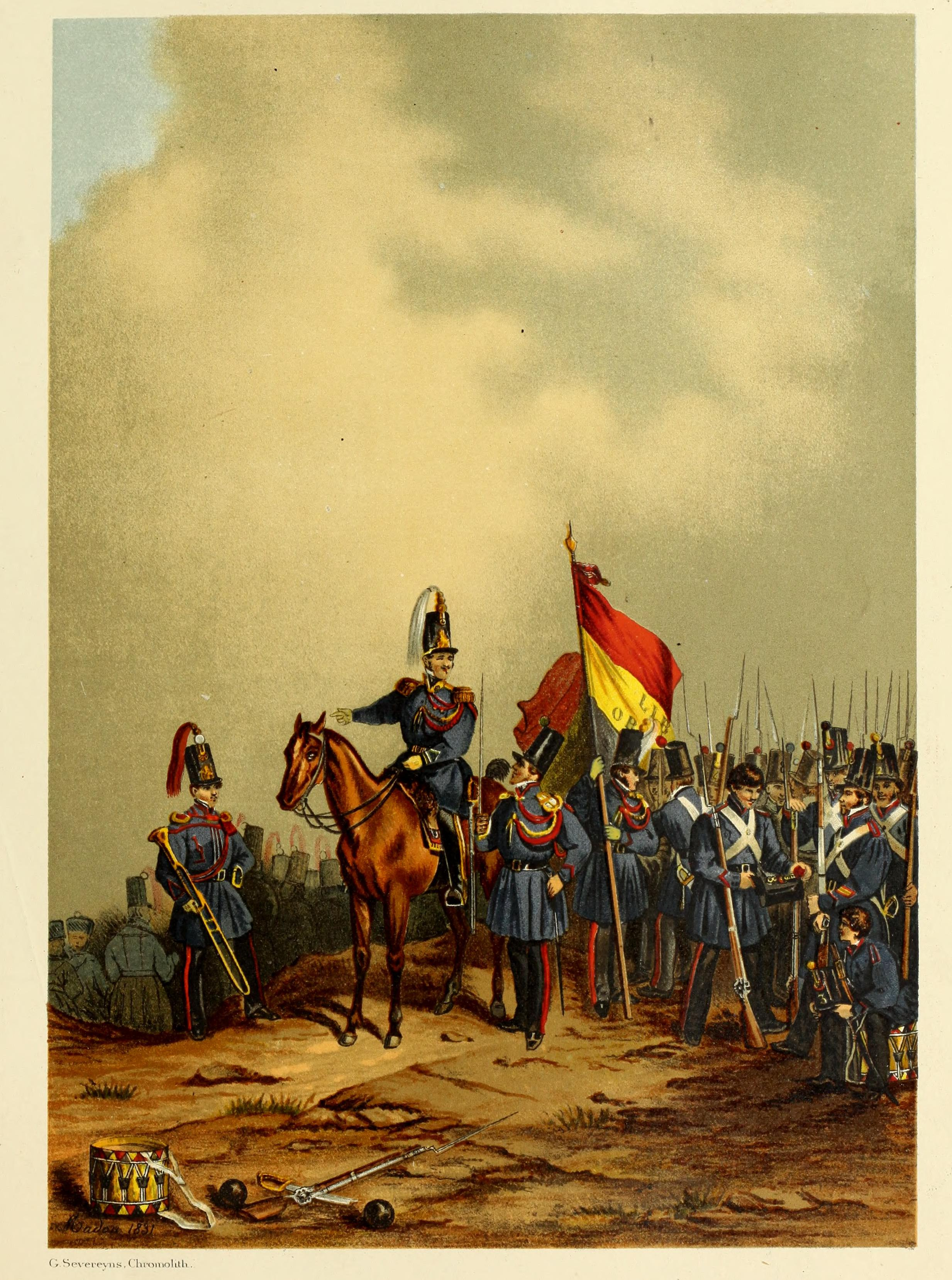
De Burgerwacht aan het eind van de Belgische Revolutie, door Jean-Baptiste Madou, afkomstig uit Bruxelles à travers les âges (1884)

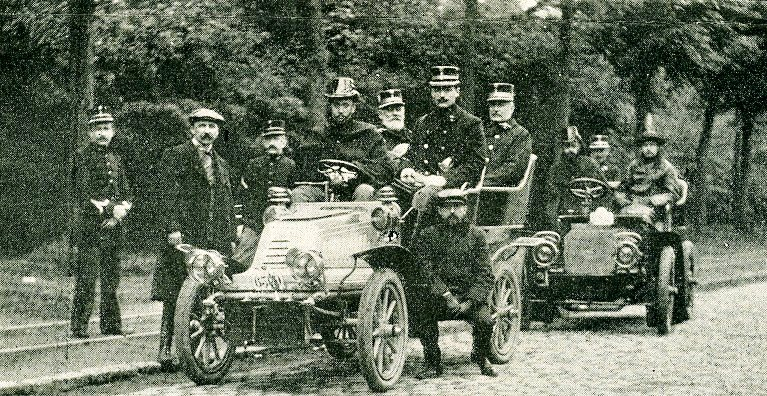
Leden van een estafettedienst van de garde civique met wagen. De foto is afkomstig uit Le Patriote Illustré van 5 juni 1904, de weekendbijlage in magazinevorm van La Libre Belgique

De Burgerwacht (Frans: 'Garde civique') was een Belgische militie die bestond van 1830 tot 1914.

## Ontstaan: 1830
Toen in de septemberdagen van 1830 de opstand ontstond die zou uitmonden in het onafhankelijke België werden spontaan door de burgerij milities opgericht in een aantal steden, met de bedoeling de orde te handhaven, ongeregeldheden en plunderingen te verhinderen en ook voor sommigen onder hen, mee op te trekken tegen Nederland. In oktober 1830 besliste het Voorlopig Bewind de spontaan gestichte milities te erkennen en samen te voegen onder militaire leiding, om er een supplementair embryo van een Belgisch leger van te maken.
Het Voorlopig Bewind creëerde ook al op 19 november 1830 een 'Medaille van erkentelijkheid' om de leden van de militie te belonen. De gouden medaille, gegraveerd door Pierre-Joseph Braemt, had op de voorzijde een leeuw en op de achterzijde een lauwerkrans van laurier en eik aan de rechterkant, met de woorden Récompense Civique. Een succes werd het niet, want er werden slechts vijf medailles uitgereikt, waarvan één aan Emmanuel van der Linden d'Hooghvorst, de eerste commandant van de burgerwacht.
De Burgerwacht was georganiseerd op gemeentelijk niveau, oorspronkelijk in de gemeenten met meer dan 30.000 inwoners. Zij was samengesteld uit burgers tussen 21 en 50 jaar, vooral jonge vrijgezellen en kinderloze weduwnaars, die geen deel uitmaakten van het leger. Afwijkingen en vrijstellingen konden worden toegestaan bij ziekten, misvormingen, verminkingen en de noodzaak om voor een gezin te zorgen.
De missie van de militie luidde als volgt: de gehoorzaamheid aan de wetten behouden, de openbare orde en rust handhaven of herstellen, het waarborgen van de onafhankelijkheid van België en de integriteit van zijn grondgebied.
De burgerwacht bestond uit compagnieën met aan het hoofd een kapitein en verdeeld in drie bans. De eerste ban speelde een rol op nationaal niveau en was vooral bedoeld om de onschendbaarheid van het territorium te doen eerbiedigen. De tweede ban stond het leger bij, "zonder evenwel de provincie te verlaten". De derde ban bleef steeds ter plaats en zou niet te velde gaan.
De standaarddienst bestond in het wacht optrekken en patrouilles uitvoeren voor de beveiliging van personen, het behoud van eigendommen en het handhaven van de openbare orde.

## Heroprichting: 1848

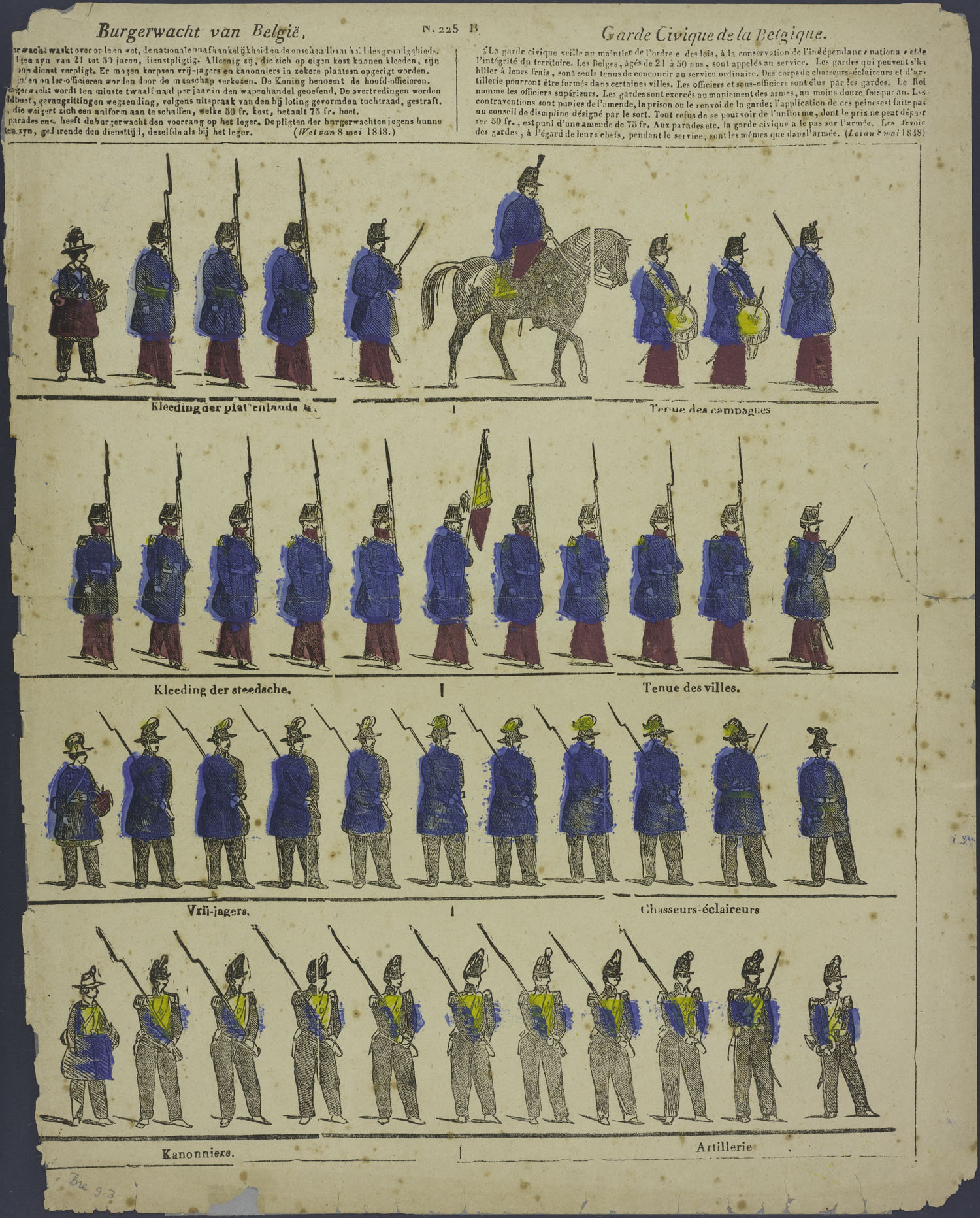
Burgerwacht van België op een centsprent (ca. 1848-1880).

Na 1830-1831 viel de Burgerwacht in een diepe slaap. Er was geen reden of aanleiding meer om die burgermilitie op de been te houden. De gemeenten hadden er des te minder lust naar, daar de onkosten veroorzaakt door deze militie, ten laste van de gemeentekas vielen. Bij herhaling gingen verzoeken uit van gemeenten om de Burgerwacht af te schaffen.
Toen de hongeronlusten van 1847 uitbraken en toen in 1848 in Frankrijk de revolutie losbrak, oordeelde de regering van Charles Rogier dat de Burgerwacht nog een nuttige rol te vervullen had en blies in de stervende organisatie nieuw leven. De basis hiertoe werd gelegd door de Wet van 8 mei 1848. Die reorganisatie toonde aan dat de liberale regering van plan was strak de teugels van deze organisatie in handen te houden en overal waar het maar enigszins kon, trouwe liberalen aan het hoofd te plaatsen. In Brugge bijvoorbeeld werd de liberale voorman Charles Devaux aan het hoofd van de Jagers-Verkenners (een liberaal bastion van ruiters, leden van de burgerij) bevestigd, terwijl zijn schoonbroer William Chantrell, voorzitter van de liberale partij in Brugge, als kolonel de opvolging nam voor de Burgerwacht (het voetvolk), van de katholieke Charles De Net.
De regering rekende er op dat de activiteiten die werden georganiseerd binnen de Burgerwacht (oefeningen, vergaderingen, feestmalen, excursies) een korpsgeest zouden scheppen die de liberale partij zou ten goede komen.
De gewapende manschappen oefenden de zondagmorgen (wat de kerkelijke overheid zeer mishaagde). De opgedane militaire ervaring bleef minimaal en het gebrek aan discipline was legendarisch. De bevolking nam deze paramilitaire organisatie nauwelijks au sérieux en bestempelde ze als 'operetteleger’ en de burgerwachters als ‘zondagssoldaten’. Als ze in Brugge door de straten defileerden, riepen hun stadgenoten schertsend: We zijn gered. De garde civique van Brugge is daar. Behalve de militaire oefeningen werden de burgerwachters ingezet om als erewacht te dienen als er hoge gasten naar hun stad kwamen. Het gebrek aan activiteit betekende dan ook dat al vlug de Burgerwacht weer insluimerde.
Nochtans, in sommige gevallen van oproer werd de Burgerwacht ingezet, onder meer bij stakingen die dreigden uit de hand te lopen. In enkele gevallen ging het er zelfs hard aan doen en werden schoten gelost, waarbij doden vielen. Dit was onder meer het geval in Charleroi (1886), Oostende (1887), Bergen (1893) en Leuven (1902).

## Einde: 1914
Bij de aanvang van de vijandelijkheden in 1914 had de Burgerwacht zijn beste tijd gehad en betekende niet veel meer. Toch werden de ongeveer 45.000 leden die er op papier nog deel van uitmaakten, onder de wapens geroepen. Het was de bedoeling dat ze voor de handhaving van de orde zouden zorgen. De Duitsers beschouwden die troepen echter niet als militairen, maar als franc-tireurs of vrijschutters, die zonder meer konden worden doodgeschoten. In de meeste steden verdwenen de burgerwachten dan ook geruisloos.
Enkele korpsen uit Luik, Brussel en Oost-Vlaanderen volgden het leger naar de IJzer en namen deel aan sommige militaire operaties. Op 13 oktober 1914 werden ze definitief naar huis gestuurd.
Na de oorlog ondernam de Belgische overheid geen pogingen meer om deze organisatie nieuw leven in te blazen. Op 17 juni 1920 plaatste een Koninklijk Besluit alle eenheden van de Burgerwacht op non-actief. Ze werden nooit meer opnieuw opgeroepen.
Het enige wat gedurende een paar decennia nog overbleef waren hier en daar vriendenkringen van voormalige burgerwachters, die de heimwee in leven hielden met gezellige bijeenkomsten, waar vrolijk gedronken werd, soldaatje werd gespeeld en herinneringen aan vroegere 'heldendaden' werden opgeroepen.